# Cathorops taylori
Cathorops taylori е вид лъчеперка от семейство Ariidae.

## Разпространение и местообитание
Видът е разпространен в Гватемала, Мексико, Никарагуа, Салвадор и Хондурас.
Среща се на дълбочина от 0,1 до 18 m.

## Описание
На дължина достигат до 36 cm.